# Serra de Gredos
La serra de Gredos és una serra de la península Ibèrica pertanyent al Sistema Central i repartida entre les províncies d'Àvila, Càceres, Madrid i Toledo. La seua màxima altitud es dona a la província d'Àvila al Pic Almanzor a 2592 msnm, al terme municipal de Candeleda. Fou declarada parc regional. Gredos és una de les serres més extenses del Sistema Central i és composta per cinc valls fluvials: Alt Tormes, Alt Alberche, Tiétar Oriental, Tiétar Occidental i La Vera, i la Vall del Ambroz. Al voltant de les seues grans moles granítiques basculen quatre comunitats autònomes: Castella i Lleó, Extremadura, Castella-La Manxa i la Comunitat de Madrid; S'estén d'est a oest des de San Martín de Valdeiglesias a Hervás i de nord a sud de la vall del Tormes a Rosarito. El seu agrest relleu ha servit de refugi a la tribu celta més meridional (els Veton) i a altres rebels històrics com el Empecinado o els maquis.

## Divisions
La Serra de Gredos es divideix en tres sectors: 
- Sector oriental; fins a la falla del Port del Pic
- Central fins a la falla de Plasència (Port de Tornavacas)
- Occidental o Serra de Béjar.

## Parc Regional de la Serra de Gredos
El Parc Regional de la Serra de Gredos és un parc regional del Sistema Central, a Castella i Lleó (Espanya). Va ser declarat com a tal el 22 de juliol de 1996 i afecta els termes municipals de El Arenal, Arenas de San Pedro, Bohoyo, Candeleda, La Carrera, Cuevas del Valle, Gil García, Guisando, El Hornillo, Hoyos del Collado, Hoyos del Espino, Los Llanos de Tormes, Navarredonda de Gredos, Navatejares, Puerto Castilla, Santiago de Tormes, San Esteban del Valle, San Juan de Gredos, San Martín del Pimpollar, Solana de Ávila, Tormellas, Umbrías, Villarejo del Valle i Zapardiel de la Ribera, situats a la serra de Gredos.